# Пандур
Пандури су били лаке војне, пешадијске јединице, често постављени на граници аустријског царства према османлијском царству.
Назив пандур је настао вероватно из речи banderium тј. бандерије, ови су били такође војне јединице које су подизали угарски племићи а систем је настао у 15. веку.
У крајевима, које је Аустрија крајем 17. века освојила од Османлија, тако на пример данашња Славонија или Банат, систем је поново оживео, а прве веће пандурске јединице повео је барон Фрањо Тренк.
Касније ће се пандурима назвати лаке војне пограничне јединице састављени од Хрвата, Мађара, Румуна и Срба, који би често упадали и на османлијску територију, те им одећа била из практичних разлога слична турској односно домаћег становништва, а многи пандури су такође долазили из крајева којим су владали Османлије. Карађорђе као пример био је пандур али и хајдук, пошто је граница између пандура и хајдука у централној Србији, Босни или Румунији где су владали Османлије била танка.
У разним земљама, тако и у Србији 19. века, пандури су добијали и задатак извршних органа јавног реда тј. полицијске задатке, најпре у провинцији и по селима. Стога се назив пандур задржао и у савременом добу за полицију у Србији којим се обично погрдно називају корумпирани или непрофесионални полицајци зависно од контекста и намере особе која употребљава назив.

## Симеон Пишчевић о српском пешадијском пуку барона Тренка
Као савременик догађаја, Симеон Пишчевић је у својој Историји српског народа из 1795. писао и о Тренковим пандурима, као о још једном српском пешадијском пуку у аустријској држави. Пук је био у саставу редовне војске, а у њему су од његовог формирања служили Срби. Двор је 1740. изабрао Фрању Тренка да састави тај пук. Тада је Славонијом и Хрватском харао велики број шумских разбојника, који су се сјатили дуж границе, долазећи са турске стране или из славонских провинција и јавно су се појављивали у мањим или већим групама. Нападали би људе по раскршћима, али и трговачке бродове на води. Савладали би свакога ко им се нашао на путу, многе су убили, сејући страх по друмовима. Мештани су и по својим кућама имали велики страх од њих. Иако су их власти строго кажњавале, било је немогуће да их искорене. И поред казни, било их је све више, јер су им дуж границе са турском територијом у Босни сигурно уточиште пружале планине и непроходне шуме са обе стране реке Саве. Пошто нису искорењени, одустало се од потера и строгих казни и смишљене су друге мере за смиривање разбојника. Двор је објавио милостиви манифест у којем се наводи, да ако добровољно напусте шуме и престану са злоделима, не треба ничега да се плаше, јер неће бити кажњавани за своја дотадашња злодела, ако добровољно ступе у војну службу, у пук који ће бити основан специјално за њих. То је постигло жељени циљ.
Сав посао у погледу смиривања разбојника је поверен српском патријарху Арсенију Шакабенти, јер су сви разбојници били православни и у своје дружине нису примали католике. Патријарх је ревносно одлазио у сва места под његовом надлежношћу и молио свештенике да учине све у њиховој моћи и пронађу начине да смире разбојнике. Свештеници су са крстовима и светим књигама ишли по разним раскршћима, шумама и планинама, где су их сретали и посао је уродио плодом. Разним групама су држали проповеди, читали им превод манифеста, убеђивали их да се умире. Манифест је често читан и по српским православним црквама и уз звуке добоша објављиван народу, од војне и цивилне команде, по варошима и градским трговима. Разбојници су послушали православне свештенике, кајали би се за своја злодела и одустајали су од разбојништва. Након тога су полако, у групама, почели да напуштају шуме и предвођени својим вођама - арамбашама, су се приближавали градовима, одлазили у утврђења и добровољно се пријављивали у војску. Двор је од њих формирао пешадијски пук. Прво су служили у својој одећи и са својим оружјем и муницијом, под називом регрути добровољци, којих је у време рата било у свим јединицама царске војске, док се у двору не размисли о њиховим даљим ратним дејствима.
Када им је број, уз и друге обичне људе, достигао око 1500 војника, пописани су и предати барону Тренку под команду. Главно зборно место им је била царска тврђава Осијек. Прво су са Тренком ишли у рат против Баварске и Француске, кроз Угарску до Беча. У Бечу је Тренк свој пук представио на смотри пред краљицом Маријом Терезијом. Били су у истој оној одећи коју би носили кад су ишли у разбојништва, што је било достојно дивљења. Око њих се у гомилама окупљао народ из целог града да види то до тада невиђено чудо. Задивили су и саму краљицу, која је са својом свитом два пута прошла кроз све врсте (шеренге) пука постројеног на парадном месту, и сваког војника је погледала, дивећи се њиховом изгледу, јер су сви били наочити људи који су због своје ношње изгледали још страшније и величанственије.
Пошто је Марија Терезија била веома задовољна тим новим војницима, унапредила је Тренка, пред свима, у чин пуковника, а сваком војнику његовог пука, у знао своје милости, дала је сваком по један талир. Придворне слуге су ту носиле новац у џаковима кроз врсте и краљица би сваком војнику талир дала у руку. Симеон Пишчевић је као мали са својим учитељем у Бечу био на тој смотри и описао је ту њихову ношњу. То је била њихова лична одећа, али не она обична и сиротињска, него свечана и онолико богата колико је ко себи могао то да приушти. Ту ношњу не би облачили свакодневно, него само неколико пута годишње, на празнике, када би се провеселили. У својим дружинама нису имали нити су трпели пијанце. Ту парадну одећу брижно су склањали и чували на тајним и сигурним местима.
На главама су, у тим свечаним приликама, имали дугуљасте капе, звали су их калпаке, од танке црвене чоје с дугачком кићанком од уплетеног сребра или црне свиле пришивене на врху, која им је висила позади низ леђа, са високим обрубом од црног плиша који је и при врху био опшивен сребрном траком, и кићанкама на врпци што је висила на левој страни, и још са подбратком (ђерданима) спуштеним до пола груди, на којима су неки од њих носили окачене сребрне талире и златне червонице. Сваки је на калпаку имао и бело перо као симбол јунаштва. Од панталона су носили широке памучне црвене шалваре (димије) са мноштвом фалти са шавовима прошивеним танким украсним тракама од жуте свиле. Димије су биле дугачке само до колена, а од колена до доле имали су уске чојани пришивке или нешто слично чарапама са сребрним или бронзаним копчама и дугмадима (на српском, толзуцима), које су се копчале са задње стране ноге. Обућу су сви имали исту и лаку по тамошњем обичају, која се на српском зове местве или опанци. Носили су црвене, светлоплаве или тегет ланене кошуље (на српском, кошуља од мусулина црвена или плаветна), које су по шавовима биле опшивене сребрним уским украсним тракама. Преко кошуље, имали су до појаса кратке камсоле без рукава, неко од зеленог или црвеног плиша, а неко од ине танке чоје, опшивене код свих широким златним или сребрним украсним тракама. На тим камсолима, у пределу груди имали су мноштво бакарних и позлаћених полудугмића нашивених у неколико редова, а неки су уместо тих дугмића имали сребрне аплике (на српском се то зове ђечерма с токама).
Свако је имао своју пушку, углавном оковану на турски начин и веома поуздане. За појасом су имали по пар пиштоља у футролама посебно направљеним за то, од жутог сафијана (на српском силаи), дуги бодеж, за појасом опасану сабљу или мач и фишеклију с патронама. Сви су носили црне вратне мараме, плетене појасеве и црвене плаштове. На леђима, о рамену, носили су напртњачу за хлеб од танке црне коже, и све су те напртњаче биле исте, не сувише велике, увезане каишем и пребачене преко рамена (на српском, тарчуг). Та опрема и одећа би при дневној сунчевој светлости деловала на оног ко их гледа веома необично и застрашујуће. Борећи се против Француза и Бавараца стекли су велики углед. Били су ангажовани у свим великим биткама,када треба заузети место под непријатељским утврђењем, или непријатељске шанце, или се борити прса у прса или када се јуришало на непријатељске редуте. Многи су изгинули или су остали инвалиди. Французи су их добро запамтили, посебно када су прешли Рајну, прешли у Алзас, где су били у многим биткама и чинили велика јунаштва. Када су их први пута Французи видели у боју, прозвали су их пандурима. То се име, затим, због њихове необавештености, пренело на сву српску пешадију, па су све српске војнике без разлике почели звати пандурима.
Сам назив пандур нема везе с војником. То је био посебан славонски назив за људе који су наоружани, али не служе у војсци, него врше дужност при цивилним органима државне власти и нису регрутовани, него су најамници који служе у својој одећи и о свом трошку. Чували би затворенике по затворима, скупљали су порез и на те дужности би се добровољно јављали. Ипак, то су били одабрани и поуздани људи. Пошто су Французи мислили да је Тренков пук био од таквих људи, могуће је да су их зато тако прозвали. Тада су старе српске ландмилиције биле нерегуларне јединице, које су у тај поход пошле са својим наоружањем и муницијом и у својој одећи, подсећајући тако на Тренкове пандуре, зато су их, без разликовања, исто прозвали пандурима. Након рата против Баварске и Француске, Тренков пук је враћен у Славонију, а пре тог су, јер су били у саставу царске армије, добили мундире какве су имали сви угарски пешадијски пукови. Мањак људи је убрзо, у Славонији, надокнађен српским добровољцима. Језуити се се жалили на пуковника Тренка, па је зато дуго био у притвору, где је и умро. На његово место је постављен други пуковник, Србин, Адам Будаија (Брођанима је поклонио своју велику ливаду, на којем је данас насеље Будаинка). Он је ускоро унапређен у генерала, након чега је убро и умро, па пук преузима Немац пуковник Шишмани, а након њега је додељен грофу Ивану Палфију, по чијем је имену добио назив. Срби су га ипак и тада и касније звали старим именом Тренковци. Мађари су у доба Пишчевића тај пук сматрали делом своје националне пешадије, могуће зато што је то био покретни, а не стационарни пук, као остали српски пукови и јер би по потреби зимовао у Угарској.
Тадашњи главнокомандујући тог пука је био Мађар. Симеон Пишчевић је сматрао да Мађари немају никаква права да га сматрају својим, јер је он од самог свог настанка био састављен само од Срба и сваке године је допуњаван српским регрутима, добровољцима из Славоније, Срема и других српских провинција. Због верности, поверени су им били велики и важни задаци. Припадници пука никада нису побегли пред непријатељем и зато су их увек слали, као поуздане војнике, на најкритичнија места. На почетку је био формиран од шумских разбојника, на наговор православних свештеника, по налогу српског патријарха. Због тога им је патријарх одредио пуковског свештеника и до краја свог живота је тај пук називао својим. Касније су сви српски митрополити присвајали тај пук, називајући га наш пук. Када би се место пуковског свештеника ослободило, другог пуковског свештеника би слали лично митрополити, и тиме су стицали право да га називају својим.

## Хрватска својатања
Хрвати овај српски пешадијски пук Фрање Тренка лажно представљају као постројбу хрватских војника из Славоније. Пук је основан од српских православних хајдука, а касније је Србима и попуњаван. Један од предводника пука је био и Србин, Адам Будаија, настају настојањима и српског патријарха и српских православних свештеника. Тада још од Срба католика (Илира, Шокаца) у Славонији нису настали Хрвати, па је историјски неутемељено Тренкове пандуре доводити у везу са Хрватима и Хрватском.

## У Србији
У Српком рјечнику из 1818, Вук Караџић наводи да је пандур чувар јавне безбедности, који гони разбојнике. Свака кнежина у Србији имала је по неколико пандура, под командом једног буљубаше, који су ишли по кнежини и гонили хајдуке и хватали друге рђаве људе.
У Кнежевини Србији (1830-1882), кнежине су преименоване у срезове, а команда над пандурима, који су званично преименовани у општинске служитеље, прешла је на среске капетане, који су касније преименовани у среске начелнике. Са изузетком Београда, који је од 1860. добио одред жандармерије (120 пешака и 15 коњаника), пандури су у Кнежевини Србији били једини извршни органи министарства унутрашњих послова, и вршили су функцију полиције. У селима и мањим градовима дужност полиције су вршили општински и срески пандури под командом сеоских кметова, среских писара и начелника, док је Београд 1856. на око 18.000 становника имао 90 пандура под командом једног буљубаше, коме је командовао управник града. За владе кнеза Михаила (1862), полицијску власт у сваком срезу (укупно 62 среза у Србији) чинили су срески начелник, његов писар и по 3 пандура.

### Оружје и опрема
До 1856. године градски и сеоски пандури, чак и београдски, носили су цивилно (углавном турско) одело, а били су наоружани са по 2 пиштоља (кубуре) и јатаганом заденутим за широки појас (силав).
За време Тимочке буне године 1883. опрема среског пандура у Сокобањском срезу (у алексиначком округу) укључивала је коња са седлом, турски силав са заденутом малом пушком (кубура, вероватно капислара) и дугу пушку двоцевку (такође капислару). У исто време, опрема окружних пандура у књажевачком окружном начелству била је сасвим шаролика: од двојице пандура који су били разоружани од стране устаника док су пратили дилижансу, један је био наоружан са два пиштоља сребрњака (вероватно кремењаша) и једним револвером, укупне вредности 12 цесарских дуката (по 11,75 динара, укупно 141 динар), док је други био наоружан једним пиштољем (вероватно каписларом), вредним 24 динара. Пошто су аустријски револвери типа Гасер, којим су у то време били наоружани чувари јавне безбедности, сточни ревизори и имућнији грађани у то време процењивани на 72 динара, пандури су вероватно били наоружани јефтинијим (и лошијим) белгијским револверима типа Франкот.
По Светолику Ранковићу, јатагани су још били у употреби код среских пандура у његово време (око 1897).